# Clint Capela
Clint Capela, né le 18 mai 1994 à Genève en Suisse, est un joueur suisse de basket-ball qui évolue au poste de pivot dans l'équipe des Rockets de Houston depuis 2025. 
Il est drafté en 2014 par les Rockets de Houston.

## Biographie

### Débuts dans le basket-ball
Clint Capela est né d'un père angolais et d'une mère congolaise, il commence à jouer au basket-ball à partir de 13 ans dans le club suisse de Meyrin dans le canton de Genève,.

### Carrière professionnelle

#### Élan sportif chalonnais (2009-2014)
Arrivé en 2009 au centre de formation du club chalonnais, il est intégré totalement au club professionnel fin novembre 2012 pour remplacer Joffrey Lauvergne. Le 13 décembre 2012, il réalise une évaluation de 27 (12 points, 12 rebonds, 4 contres) en Euroligue contre Unicaja Málaga.
En mai 2013, il arrive troisième au trophée du meilleur jeune de Pro A, derrière Livio Jean-Charles et Hugo Invernizzi. En août, il joue avec la sélection nationale suisse les premiers tours de qualification pour le Championnat d'Europe 2015.

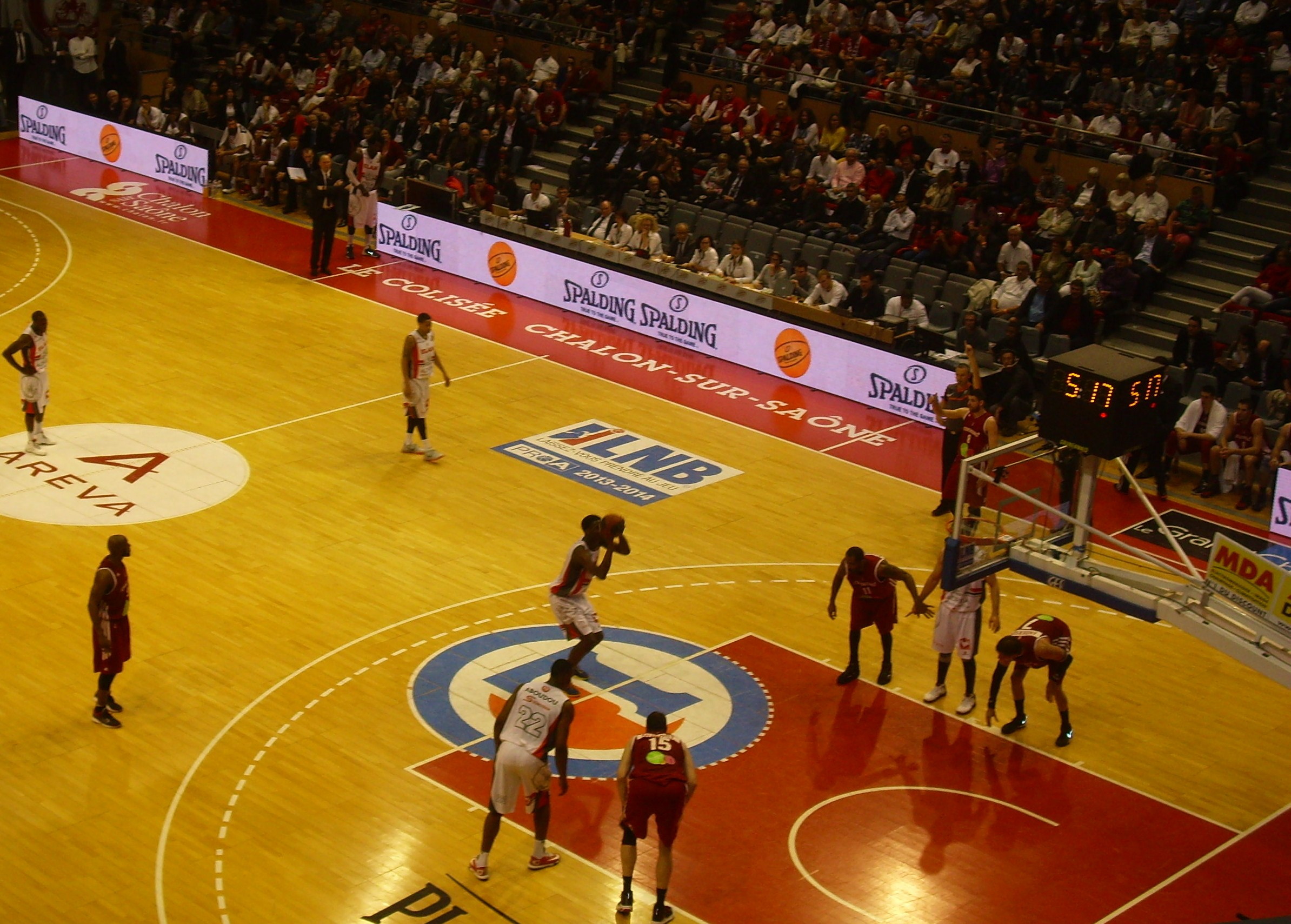
Clint Capela au lancer-franc (match Élan Chalon / Strasbourg) en 2014.

Lors de la saison 2013-2014, il devient titulaire au poste de pivot avec le nouvel entraîneur Jean-Denys Choulet. Capela tente de peaufiner un tir extérieur qui lui permettrait de s'écarter du cercle et d'évoluer au poste d'ailier fort. Choulet estime que Capela peut déjà faire des dribbles et des cross-over. Le 1er février 2014, il réalise la meilleure évaluation en Pro A pour un joueur de moins de 20 ans avec une évaluation de 41 (21 points, 9 rebonds, 7 passes et 6 contres) lors de la victoire des siens 95 à 75 contre Roanne. Ainsi avec cette évaluation, il est élu MVP de la 18e journée par le site Catch and Shoot. Il est aussi élu MVP du mois de février de la saison 2013-2014 de Pro A (évaluation de 27,7 dont 13,7 points et 11 rebonds de moyenne),. Au mois de mai 2014, Clint est élu meilleur jeune et meilleur progression en Pro A.

#### Rockets de Houston (2014-2020)
Capela est sélectionné à la 25e position de la Draft 2014 de la NBA par les Rockets de Houston le 27 juin 2014. Il est alors probable qu'il poursuive sa carrière encore une année en Europe avant de rejoindre la NBA. Cependant, en juillet, il signe un contrat avec les Rockets,. En août, à la demande de sa nouvelle franchise, il renonce aux matchs de qualification pour le championnat d'Europe 2015 de l'équipe de Suisse afin de soigner une petite blessure aux adducteurs.
Clint Capela dispute son premier match NBA avec les Rockets de Houston, le 6 novembre 2014 face aux Spurs de San Antonio. Il est le deuxième joueur suisse à jouer dans la ligue nord-américaine après Thabo Sefolosha. Le 10 novembre 2014, Clint Capela est envoyé aux Vipers de Rio Grande Valley (NBDL). 
Durant la saison 2015-2016, Clint Capela est le remplaçant de Dwight Howard. La saison suivante, Howard quitte l'équipe et Capela devient titulaire. L'arrivée de Chris Paul en 2017 permet aux Rockets d'arriver jusqu'en finale de Conférence Ouest.

#### Hawks d'Atlanta (2020-2025)
Lors de la période des transferts 2020, Capela est transféré des Rockets de Houston aux Hawks d'Atlanta dans un échange entre plusieurs équipes.

#### Retours aux Rockets de Houston (depuis 2025)
Agent libre à l'été 2025, Capela signe un contrat de 21,5 millions de dollars sur trois ans avec les Rockets de Houston.

## Palmarès

### Distinctions personnelles
- Pro A : MVP du mois de février de la saison 2013-2014.
- Pro A : Meilleur jeune et meilleur progression en 2014[20].
- Pro A : Meilleur dunkeur en 2014 (1,9 dunk par match)[21].

## Statistiques en NBA

### Saison régulière[22]
Légende :
| Leader de la ligue |

| Saison    | Équipe   | Matchs | Titul. | Min./m | % Tir | % 3pts | % LF | Rbds/m. | Pass/m. | Int/m. | Ctr/m. | Pts/m. |
| --------- | -------- | ------ | ------ | ------ | ----- | ------ | ---- | ------- | ------- | ------ | ------ | ------ |
| 2014-2015 | Houston  | 12     | 0      | 7,5    | 48,3  | 0,0    | 17,4 | 3,00    | 0,17    | 0,08   | 0,75   | 2,67   |
| 2015-2016 | Houston  | 77     | 35     | 19,1   | 58,2  | 0,0    | 37,9 | 6,42    | 0,61    | 0,77   | 1,19   | 7,04   |
| 2016-2017 | Houston  | 65     | 59     | 23,9   | 64,3  | 0,0    | 53,1 | 8,09    | 0,97    | 0,52   | 1,22   | 12,5   |
| 2017-2018 | Houston  | 74     | 74     | 27,5   | 65,2  | 0,0    | 56,0 | 10,84   | 0,92    | 0,78   | 1,86   | 13,86  |
| 2018-2019 | Houston  | 67     | 67     | 33,6   | 64,8  | 0,0    | 63,6 | 12,66   | 1,43    | 0,66   | 1,52   | 16,63  |
| 2019-2020 | Houston  | 39     | 39     | 32,8   | 62,9  | 0,0    | 52,9 | 13,77   | 1,23    | 0,85   | 1,85   | 13,92  |
| 2020-2021 | Atlanta  | 63     | 63     | 30,1   | 59,4  | 0,0    | 57,3 | 14,33   | 0,78    | 0,70   | 2,05   | 15,20  |
| 2021-2022 | Atlanta  | 74     | 73     | 27,6   | 61,3  | 0,0    | 47,3 | 11,85   | 1,24    | 0,74   | 1,26   | 11,08  |
| 2022-2023 | Atlanta  | 65     | 63     | 26,6   | 65,3  | 0,0    | 60,3 | 11,03   | 0,89    | 0,69   | 1,22   | 11,98  |
| 2023-2024 | Atlanta  | 73     | 73     | 25,8   | 57,1  | 0,0    | 63,1 | 10,60   | 1,20    | 0,60   | 1,50   | 11,50  |
| 2024-2025 | Atlanta  | 55     | 41     | 21,4   | 55,9  | 0,0    | 53,6 | 8,50    | 1,10    | 0,60   | 1,00   | 8,90   |
| Carrière  | Carrière | 664    | 587    | 26,2   | 61,7  | 0,0    | 54,4 | 10,50   | 1,00    | 0,70   | 1,40   | 12,00  |

Mise à jour le 1er juillet 2025

### Playoffs[22]
| Saison   | Équipe   | Matchs | Titul. | Min./m | % Tir | % 3pts | % LF | Rbds/m. | Pass/m. | Int/m. | Ctr/m. | Pts/m. |
| -------- | -------- | ------ | ------ | ------ | ----- | ------ | ---- | ------- | ------- | ------ | ------ | ------ |
| 2015     | Houston  | 17     | 0      | 7,5    | 67,7  | 0,0    | 51,7 | 2,47    | 0,29    | 0,18   | 0,53   | 3,35   |
| 2016     | Houston  | 5      | 0      | 8,7    | 33,3  | 0,0    | 40,0 | 4,00    | 0,40    | 0,60   | 0,40   | 1,60   |
| 2017     | Houston  | 11     | 11     | 26,0   | 56,1  | 0,0    | 61,5 | 8,73    | 1,09    | 0,73   | 2,55   | 10,55  |
| 2018     | Houston  | 17     | 17     | 30,6   | 66,0  | 0,0    | 47,3 | 11,59   | 1,29    | 0,82   | 2,12   | 12,71  |
| 2019     | Houston  | 11     | 11     | 30,1   | 56,1  | 0,0    | 42,9 | 10,27   | 1,45    | 0,27   | 1,09   | 9,73   |
| 2021     | Atlanta  | 18     | 18     | 31,6   | 60,3  | 0,0    | 43,6 | 11,20   | 0,90    | 0,70   | 1,10   | 10,10  |
| 2022     | Atlanta  | 2      | 2      | 20,0   | 33,3  | 0,0    | 0,0  | 7,50    | 0,00    | 0,50   | 0,50   | 2,00   |
| 2023     | Atlanta  | 6      | 6      | 25,2   | 60,5  | 0,0    | 66,7 | 8,33    | 0,50    | 1,00   | 0,50   | 8,33   |
| Carrière | Carrière | 87     | 65     | 23,8   | 60,2  | 0,0    | 49,5 | 8,44    | 0,89    | 0,57   | 1,26   | 8,49   |

Mise à jour le 11 juin 2023

## Records sur une rencontre en NBA
Les records personnels de Clint Capela en NBA sont les suivants, :
| Type de statistique        | Saison régulière | Saison régulière            | Saison régulière | Playoffs | Playoffs                  | Playoffs      |
| Type de statistique        | Record           | Adversaire                  | Date             | Record   | Adversaire                | Date          |
| -------------------------- | ---------------- | --------------------------- | ---------------- | -------- | ------------------------- | ------------- |
| Points                     | 31               | Nuggets de Denver           | 7 janvier 2019   | 26       | Timberwolves du Minnesota | 25 avril 2018 |
| Paniers marqués            | 14               | @ Pistons de Détroit        | 23 novembre 2018 | 12       | Timberwolves du Minnesota | 25 avril 2018 |
| Paniers tentés             | 21               | @ Pistons de Détroit        | 23 novembre 2018 | 15       | 2 fois                    | 2 fois        |
| Paniers à 3 points réussis | -                | -                           | -                | -        | -                         | -             |
| Paniers à 3 points tentés  | 1                | 3 fois                      | 3 fois           | 1        | @ Spurs de San Antonio    | 9 mai 2017    |
| Lancers francs réussis     | 10               | 2 fois                      | 2 fois           | 9        | Spurs de San Antonio      | 11 mai 2017   |
| Lancers francs tentés      | 12               | 2 fois                      | 2 fois           | 14       | Spurs de San Antonio      | 11 mai 2017   |
| Rebonds offensifs          | 12               | 2 fois                      | 2 fois           | 7        | 2 fois                    | 2 fois        |
| Rebonds défensifs          | 18               | 2 fois                      | 2 fois           | 15       | @ Bucks de Milwaukee      | 23 juin 2021  |
| Rebonds totaux             | 26               | Pistons de Détroit          | 20 janvier 2021  | 19       | @ Bucks de Milwaukee      | 23 juin 2021  |
| Passes décisives           | 6                | @ Nets de Brooklyn          | 1er janvier 2021 | 4        | @ Jazz de l'Utah          | 4 mai 2018    |
| Interceptions              | 5                | @ Spurs de San Antonio      | 24 novembre 2021 | 3        | Jazz de l'Utah            | 8 mai 2018    |
| Contres                    | 10               | @ Timberwolves du Minnesota | 22 janvier 2021  | 6        | @ Jazz de l'Utah          | 6 mai 2018    |
| Balles perdues             | 6                | @ Nuggets de Denver         | 25 février 2018  | 3        | 6 fois                    | 6 fois        |
| Minutes jouées             | 46               | @ Warriors de Golden State  | 3 janvier 2019   | 38       | @ 76ers de Philadelphie   | 16 juin 2021  |

- Double-double : 326 (dont 25 en playoffs)
- Triple-double : 1

Dernière mise à jour : 27 janvier 2025

## Salaires
| Année       | Équipe      | Salaire      |
| ----------- | ----------- | ------------ |
| 2014-2015   | Houston     | 1 189 200 $  |
| 2015-2016   | Houston     | 1 242 720 $  |
| 2016-2017   | Houston     | 1 296 240 $  |
| 2017-2018   | Houston     | 2 334 520 $  |
| 2018-2019   | Houston     | 15 293 104 $ |
| 2019-2020   | Atlanta     | 14 896 552 $ |
| 2020-2021   | Atlanta     | 16 000 000 $ |
| 2021-2022   | Atlanta     | 17 103 448 $ |
| 2022-2023   | Atlanta     | 18 706 897 $ |
| Total Gains | Total Gains | 88 062 681 $ |
| 2023-2024   | Atlanta     | 20 616 000 $ |
| 2024-2025   | Atlanta     | 22 265 280 $ |

## Dans la culture
Le rappeur genevois Makala rend hommage au sportif dans son morceau Capela.

## Pour approfondir